# Orconectes carolinensis
Orconectes carolinensis är en kräftdjursart som beskrevs av J. E. Cooper och M. R. Cooper 1995. Orconectes carolinensis ingår i släktet Orconectes och familjen Cambaridae. IUCN kategoriserar arten globalt som livskraftig. Inga underarter finns listade i Catalogue of Life.